# Hyssopus aegyptiacus
Hyssopus aegyptiacus is een vliesvleugelig insect uit de familie Eulophidae. De wetenschappelijke naam is voor het eerst geldig gepubliceerd in 2006 door Tawfik & Ramadan.